# Aleksandra Chodźko-Domaniewska
Aleksandra Chodźko-Domaniewska (ur. 11 sierpnia 1900, zm. 6 lutego 1955) – polska historyk i filolog klasyczna, nauczyciel akademicki, badaczka dziejów antyku.

## Biogram
W okresie 1947–1951 była wykładowcą na Sekcji Filologii klasycznej KUL. W latach 1951–1955 była zatrudniona w Sekcji Historii Katolickiego Uniwersytetu Lubelskiego Jana Pawła II. Zmarła po krótkiej chorobie. Jej pracę habilitacyjną Tendencje historiografii rzymskiej na przełomie II i I wieku wydało pośmiertnie Towarzystwo Naukowe KUL.

## Wybrane publikacje
- Czy Minerwa nie była samoistnym bóstwem?, Lwów 1936.
- Problem omfalosa delfickiego, Wrocław 1951.
- Z problemów zaświatowych religii greckiej, Varsaviae - Wratislaviae 1951.
- Tendencje historiografii rzymskiej na przełomie II i I wieku, Lublin 1962.
- Prace zebrane, 2004 (e-book)[1]